# Metamorphosis (álbum)
Metamorphosis es el cuarto álbum de estudio del grupo Iron Butterfly, lanzado en 1970. Aunque no le fue tan bien como Ball (1969), el álbum alcanzó el puesto número 16 en las listas de Estados Unidos. En el álbum aparecen dos nuevos miembros, Mike Pinera y Larry "Rhino" Reinhardt (Larry es llamado El Rhino en el álbum Metamorphosis) en la guitarra. El dúo reemplazó a Erik Brann, quien abandonó la banda debido a rencillas internas. Tuvieron un hit menor con Easy Rider (Let The Wind Pay The Way), el cual alcanzó sólo el puesto número 66 en la lista Billboard.

## Lista de canciones
Lado A
1. "Free Flight" - 0:50
2. "New Day" - 3:20
3. "Shady Lady" - 3:55
4. "Best Years of Our Life" - 3:59
5. "Slower Than Guns" - 3:49
6. "Stone Believer" - 4:25

Lado B
1. "Soldier in Our Town" - 3:22
2. "Easy Rider (Let the Wind Pay the Way)" - 3:06
3. "Butterfly Bleu" - 13:57

## Sencillos
Estados Unidos:
- Easy Rider (Let The Wind Pay The Way)/Soldier In Our Town
- Stone Believer/Silly Sally

Fuera de Estados Unidos:
- Easy Rider (Let The Wind Pay The Way)/Soldier In Our Town
- New Day/Soldier In Our Town
- Best Years Of Our Lives/Shady Lady
- Silly Sally/Stone Believer

## Miembros
- Doug Ingle - Voz principal/Órgano
- Mike Pinera - Voz principal/Guitarra
- Larry "Rhino" Reinhardt - Guitarra
- Lee Dorman - Bajo
- Ron Bushy - Batería
- Richard Polodor - Sitar/Guitarra de doce cuerdas
- Bill Cooper - Guitarra de doce cuerdas

- Datos: Q1934565